# Paul Magny
Paul Magny est un homme politique français né le 12 septembre 1854 à Paris où il est décédé le 12 février 1925.
Fils d'un célèbre restaurateur parisien, Modeste Magny, il est avocat en 1876. Il entre en 1880 dans l'administration, comme chef de cabinet du préfet de la Creuse. Il devient conseiller de préfecture, puis chef de bureau et sous-directeur à l'administration centrale des Cultes. Il est aussi préfet de la Meuse puis directeur des affaires départementales à la préfecture de la Seine en 1906. Il est sénateur de la Seine de 1914 à 1925, inscrit au groupe de la Gauche démocratique. Il se spécialise dans les questions administratives  et devient, en 1920, président de la commission départementale et communale. 
Il est le père du préfet Charles Magny.

## Sources
- « Paul Magny », dans le Dictionnaire des parlementaires français (1889-1940), sous la direction de Jean Jolly, PUF, 1960 [détail de l’édition]